# Julie Pecher

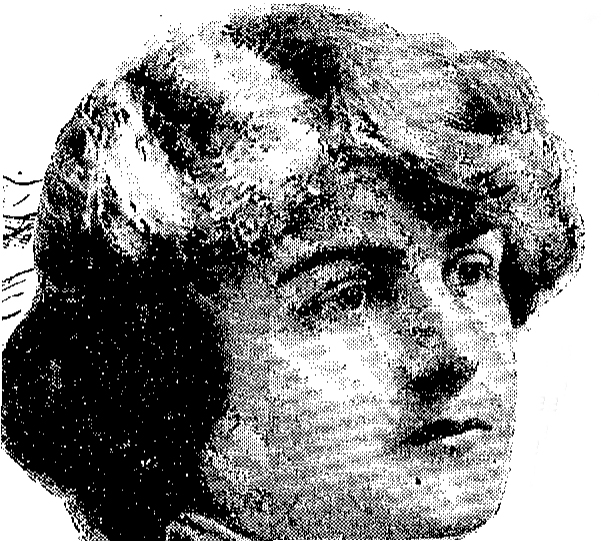
Julie Pecher

Julie Marie Flore Jeanne Pecher (Antwerpen, 15 januari 1851 - Antwerpen, 10 mei 1928) was een journaliste in Antwerpen (België).

## Familie
Julie Pecher was het enige van de 4 kinderen van Edouard Pecher en Marie Cateaux dat in België geboren werd. De 3 oudere kinderen werden geboren in Brazilië, waar vader Pecher koffiehandelaar en Belgisch consul was. In 1872 huwde zij met Guillaume Bernays, telg uit het geslacht Bernays, een advocaat in Antwerpen gespecialiseerd in maritiem recht.

## Zaak Peltzer
Julie Pecher werd op slag bekend door de moord op haar echtgenoot (1882). De assisenzaak Peltzer in Brussel (1882) kreeg internationale aandacht door de intriges, vermommingen en betrokkenheid van vooraanstaande liberalen. Haar minnaar Armand Peltzer, en diens broer Léon, vlogen achter de tralies. Julie Pecher werd vrijgesproken van de moord op haar man. Ze hertrouwde met de advocaat die haar verdedigde tijdens het proces: Frédéric Delvaux, nadat deze weduwnaar werd in 1886. 

## Journaliste
Ze begon later een carrière als vaste journaliste voor de krant Le Matin Anversois, vanaf de oprichting van de krant in 1894. De zetel van de krant was in de Lange Koepoortstraat in Antwerpen. Zij ondertekende haar artikels met de pseudoniem Christiane. Haar artikels gingen over filantropie en de actualiteit in Antwerpen, waarbij ze zich richtte naar een publiek van Franstalige Antwerpenaars. Daarnaast schreef Pecher enkele artikels voor de Daily Mail en voor een andere Antwerpse krant, La Métropole.
Pecher organiseerde fondsenwervingen om aan zieke kinderen in Antwerpse ziekenhuizen geschenken te bezorgen. Hiertoe schakelde ze de krant Le matin Anversois in.